# Daniel H. Miller
Daniel H. Miller (* in Philadelphia, Pennsylvania; † 1846 ebenda) war ein US-amerikanischer Politiker. Zwischen 1823 und 1831 vertrat er den Bundesstaat Pennsylvania im US-Repräsentantenhaus.

## Werdegang
Das Geburtsdatum von Daniel Miller ist unbekannt; auch über seine Jugend und Schulausbildung sowie über seine berufliche Tätigkeit jenseits der Politik ist nichts überliefert. In den 1820er Jahren schloss er sich der Bewegung um den späteren Präsidenten Andrew Jackson an.
Bei den Kongresswahlen des Jahres 1822 wurde Miller im dritten Wahlbezirk von Pennsylvania in das US-Repräsentantenhaus in Washington, D.C. gewählt, wo er am 4. März 1823 sein neues Mandat antrat. Nach drei Wiederwahlen konnte er bis zum 3. März 1831 vier Legislaturperioden im Kongress absolvieren. Seit dem Amtsantritt von Präsident Jackson im Jahr 1829 wurde innerhalb und außerhalb des Kongresses heftig über dessen Politik diskutiert. Dabei ging es um die umstrittene Durchsetzung des Indian Removal Act, den Konflikt mit dem Staat South Carolina, der in der Nullifikationskrise gipfelte, und die Bankenpolitik des Präsidenten.
Nach dem Ende seiner Zeit im US-Repräsentantenhaus verliert sich die Spur von Daniel Miller wieder. Es ist nicht überliefert, was er in der Zeit bis zu seinem Tod machte. Er starb 1846 in seiner Geburtsstadt Philadelphia.